# Diplazium lastii
Diplazium lastii är en majbräkenväxtart som beskrevs av Carl Frederik Albert Christensen.
Diplazium lastii ingår i släktet Diplazium och familjen Athyriaceae. Inga underarter finns listade i Catalogue of Life.